# 小巴亚诺
小雷蒙多·费雷拉·拉莫斯（葡萄牙語：Raimundo Ferreira Ramos Júnior，1970年3月14日—），简称小巴亚诺（Júnior Baiano），巴西足球运动员，司职中后卫。
巴亚诺出身於巴西國內名球队弗拉门戈，曾效力巴西各強隊如圣保罗和帕尔梅拉斯，也曾遠赴德國效力云达不来梅。他也是1998年世界杯巴西國家隊成员之一，代表巴西国家队25次，首次在1997年8月，最后一次是1998年7月，即該屆世界杯之後。
2001年，巴亚诺曾到中国联赛上海申花效力，但是这位中国足坛有史以来名气最大的外援之一却并没有出色表现，不但在第一场比赛就被红牌罚下，而且始终无法融入球队的防守体系。
他在2005年末曾宣布退役，但在2006年12月又和里约热内卢的丙级球队亚美利加足球俱乐部签约，協助球队卫冕2007赛季的里约州冠军头衔。